# Канадска гъска
Канадската гъска (Branta canadensis) е средно голяма птица от семейство Патицови (Anatidae), разред Гъскоподобни (Anseriformes). Тежи между 2 и 6,5 кг (обикновено мъжката е 3,5-6,5, а женската 3-5,5 кг). Дължина на тялото 45-110 cm, размах на крилете до 190 cm. При различните подвидове размерите варират. Няма изразен полов диморфизъм.

## Разпространение
Среща се основно в Северна Америка, но е успешно аклиматизирана и в Европа и Азия. Среща се и в България. Обитава тундрата, открити местности, в близост до речни и морски басейни.

## Начин на живот и хранене
Храни се със смесена храна.

## Размножаване
Моногамна птица. Гнездото си прави на земята в близост до вода. Снася 1-12, но най-често 5-6 бледо кремаво бели яйца, които имат средни размери 86 х 52 mm и маса 163 гр. Мъти само женската в продължение на 24-30 дни, мъжкият през това време пази гнездото. Малките се излюпват достатъчно развити за да могат да се придвижват и хранят самостоятелно. Годишно отглежда едно люпило.

## Допълнителни сведения
В България е защитен вид.